# Паяц (рассказ)
«Паяц» (нем. Der Bajazzo) — рассказ немецкого писателя Томаса Манна, впервые опубликованная в 1897 году в журнале Neuen deutschen Rundschau. В 1898 году был включён в авторский сборник новелл «Маленький господин Фридеман». Главный герой рассказа — молодой человек, который рассказывает, как пытался вести праздную и счастливую жизнь, но в итоге проникся «угрюмым отчаянием и омерзением к самому себе».

## Восприятие
Литературоведы ставят «Паяца» в один ряд с новеллой Манна «Разочарование». В обоих случаях бросается в глаза контраст между внешним и внутренним мирами конкретного человека.